# Wrocławskie Centrum Sieciowo-Superkomputerowe
Wrocławskie Centrum Sieciowo-Superkomputerowe (WCSS) jest środowiskowym centrum świadczącym usługi informatyczne dla regionu dolnośląskiego. WCSS powstało w 1995 roku i jest zlokalizowane przy Politechnice Wrocławskiej. Do głównych zadań WCSS należy eksploatacja i rozbudowa sieci rozległej Wrocławskiej Akademickiej Sieci Komputerowej (WASK), komputerów dużej mocy oraz rozwój sieciowych usług informacyjnych.

## Wrocławska Akademicka Sieć Komputerowa
WASK to dolnośląska sieć rozległa spinająca wiele sieci lokalnych abonentów całego regionu i zapewniająca dostęp do krajowych i światowych usług internetowych i komputerów dużej mocy, pełniąca rolę miejskiej sieci szkieletowej.
Początkowo szkielet sieci WASK był pętlą FDDI łączącą sieci lokalne uczelni i instytutów naukowych, potem powstała sieć szkieletowa ATM, umożliwiająca tworzenie sieci wirtualnych i transmisje multimedialne. W roku 2003 zastąpiono pętlę FDDI strukturą gigabitową. W roku 2009 WASK przeszła kolejną modernizację. W WASK wykorzystywane są routery wyposażone w interfejsy 10 Gigabit Ethernet i wykorzystujące protokół transportowy MPLS. Infrastruktura sieci WASK obejmuje ponad 100 km tras światłowodowych i ponad 20 węzłów umiejscowionych głównie w budynkach wrocławskich uczelni i instytucji samorządowych. W skład typowego węzła sieci WASK wchodzą przełącznice światłowodowe, urządzenia aktywne (rutery lub przełączniki Ethernet) oraz urządzenia zasilania awaryjnego (UPS). WASK jest zbudowana w oparciu o sprzęt m.in. Alcatel-Lucent, Cisco, Juniper Networks.
Do sieci WASK podłączonych jest kilkaset sieci lokalnych zawierających ponad 20 000 komputerów. Sieć WASK jest podłączona do ogólnopolskiej akademickiej sieci PIONIER, a za jej pośrednictwem do europejskiej sieci GEANT. WASK dysponuje przyłączami w siedzibach takich operatorów jak Exatel, TK-Telekom, TP.

## Komputery dużej mocy
KDM zainstalowane w WCSS wykorzystywane są przez kilkaset zespołów badawczych do obliczeń z zakresu chemii, fizyki, mechaniki, informatyki i innych dziedzin. Główne komputery dużej mocy w WCSS to:
- Bem o wydajności 860 TFLOPS.
- Klaster kampusowy - klaster włączony w struktury projektu PLATON, świadczący usługi aplikacji na żądanie. Klaster liczy 48 węzłów, w tym 16 wyposażonych w karty NVIDIA Quadro FX 580.

Maszyny wycofane z użytkowania:
- SGI Altix 3700 Bx2, o architekturze CC-NUMA z zainstalowanymi 128 procesorami Intel Itanium 2 i 256 GB pamięci operacyjnej.
- SGI Tezro (4 procesory) - stacja graficzna do pracy interaktywnej.
- klaster Supernova o wydajności 67,54 TFLOPS, składający się z 573 węzłów obliczeniowych (łącznie 6368 rdzenie obliczeniowe) połączonych sieciami InfiniBand oraz Gigabit Ethernet, ponad 13 TB pamięci operacyjnej, 525 TB przestrzeni dyskowej (40 TB NFS + 485 TB Lustre).

Użytkownicy mają do dyspozycji wiele pakietów oprogramowania, w tym Gaussian, GAMESS, pakiety Materials Studio i Discovery Studio, MOLPRO, MOLCAS, Abaqus, Matlab i inne.

## Usługi sieciowe
Usługi sieciowe świadczone przez WCSS to: serwery wirtualne WWW, poczta elektroniczna ze skanowaniem antywirusowym i antyspamowym, UseNet, W3Cache, DNS, FTP, Jabber (serwer: jabber.wroc.pl). Wykorzystywane są do tego komputery Sun Microsystems Enterprise 4500, Fire V880 i V280 i inne.

## Archiwizacja danych
Archiwizacja danych w WCSS wykorzystuje system składający się z biblioteki taśmowej ADIC Scalar 10K (700 taśm typu LTO3), sieci Storage Area Network i macierzy dyskowych Fibre Channel, Serial ATA i Parallel-ATA o łącznej pojemności ok. 3 PB. Całość zarządzana jest przez oprogramowanie IBM Tivoli Storage Manager.

## Projekty
WCSS brało lub bierze udział w wielu projektach badawczych i rozwojowych o zasięgu krajowym i międzynarodowym, m.in.:
- CLUSTERIX (polski klaster),
- LDAP (usługi katalogowe),
- NASTEC (europejska infrastruktura PKI),
- POSITIF (bezpieczeństwo sieciowe),
- SGIgrid (krajowa infrastruktura gridowa),
- PLATON (usługi wspólne w sieci PIONIER),
- eduroam (europejska sieć bezprzewodowa),
- PL-Grid (polska infrastruktura gridowa),
- ACARM-ng (monitoring bezpieczeństwa komputerowego),
- KeyFS,
- EGI-Inspire (europejska infrastruktura gridowa),
- PRACE (europejska infrastruktura HPC),
- SPIN-LAB (polska platforma dla nauki E-SCIENCE.PL).
- AZON (Atlas Zasobów Otwartej Nauki)
- Innowacyjna Uczelnia - Innowacyjny Nauczyciel (doskonalenie kompetencji kadry akademickiej Politechniki Wrocławskiej)
- Beesensor (metody wczesnego wykrywania chorób pszczelich)
- RegSOC (Regionalne Centrum Bezpieczeństwa Cybernetycznego)
- PRACE-LAB (szeroko dostępna infrastruktura obliczeniowa HPC)
- LIFE-MAPPINGAIR/PL (kampania edukacyjno-informacyjna na rzecz czystszego powietrza)